# Жорж Сера
Жорж-П'єр Сера́ (фр. Georges-Pierre Seurat; 2 грудня 1859 — 29 березня 1891) — відомий французький художник-неоімпресіоніст, засновник течії дивізіонізму і пуантилізму, творець пуантилістської манери малювання.

## Життєпис

### Молоді роки
Народився у Парижі, у родині судового пристава Антуана-Хрисостома Сера та Ернести Февр. Його батько більше часу проводив у погребі, де зробив собі молитовню, ніж із рідними.
Почав малювати з раннього дитинства. Вже в 15 років він поступив до муніципальної школи малюнку. В цей час він захоплюється книгою Шарля Блана «Граматика мистецтва малюнку». В 1878 році дев'ятнадцятирічний юнак став учнем Академії витончених мистецтв. Але більше вчиться самостійно, менше бере від вчителів, більше з бібліотек.
Замолоду був скутим, малослівним та навіть понурим. Втім, коли починаються при ньому дискусії про мистецтво, він стає різким та палким у своїх висловах, іноді навіть агресивним. Але це були окремі випадки: коли тема змінюється, він знову стає стриманим та мовчазним.

### Творчість
Після того, як Сера потрапив на виставку імпресіоністів, він покинув навчання у Школі витончених мистецтв. Жорж вирішує розробити власний мистецькій стиль. Він відкриває власну майстерню. Тут він багато працює. Одну з картин — «Купання в Аньєрі» — він пропонує для виставки імпресіоністів. Але роботу не прийняли.
Незабаром Жорж Сера знайомиться з Полем Сіньяком на зборах групи «Незалежних». Під час поїздки до моря Сера написав декілька морських видів, наносячи на полотно дрібні крапки, не змішуючи кольорів. Це було народження пуатилізму. Водночас Жорж знайомиться з Камілем Піссарро, роботи якого суттєво вплинули на погляди молодого художника.
1885 року Жорж Сера знайомиться з Мадлен Кноблох. 16 лютого 1890 року у фактичному шлюбі в них народжується син П'єр-Жорж. У 1886 році на восьмій виставці імпресіоністів було представлено чимало картин Жоржа Сера та його послідовників-пуантилістів. Ці картини залишили різне враження як у глядачів, так і у колег-художників. А Сера дедалі більше намагається наблизити живопис до математичного рівняння. Він вважав, якщо є закон кольору, то можливо привести до гармонійного єднання усі лінії картини. Він пише картини «Парад», «Канкан». Але всі вони були негативно сприйняті критикою.
Останньою картиною Жоржа Сера став «Цирк». Вона була виставлена на Сьомій виставці у Салоні «Незалежних», але знову глядачі проігнорували його роботу.
26 березня 1891 року Сера захворів на дифтерит. За три дні його не стало. А через два тижні від тієї ж хвороби помер його син.

## Галерея

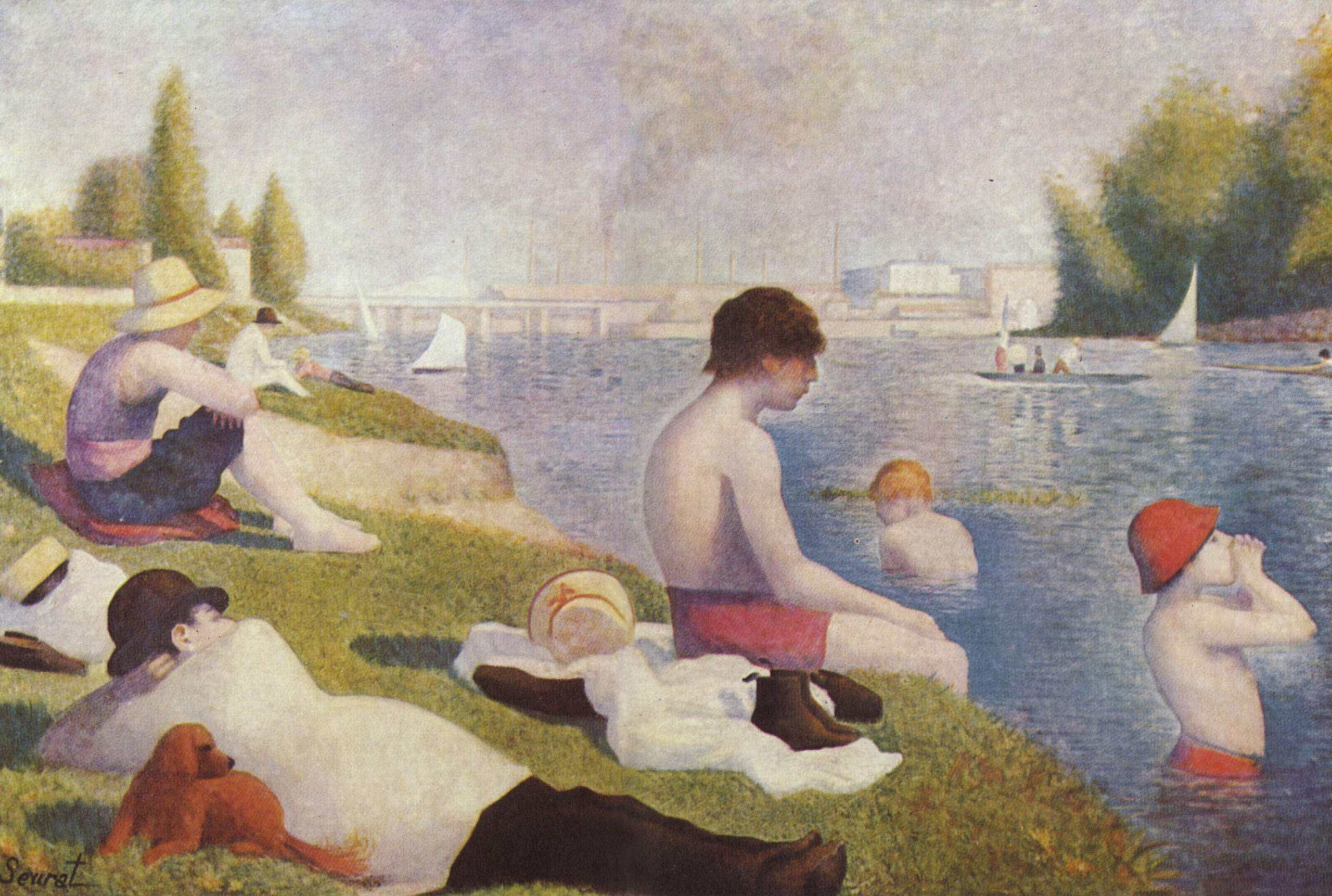
Купальщики у Ан'єрі
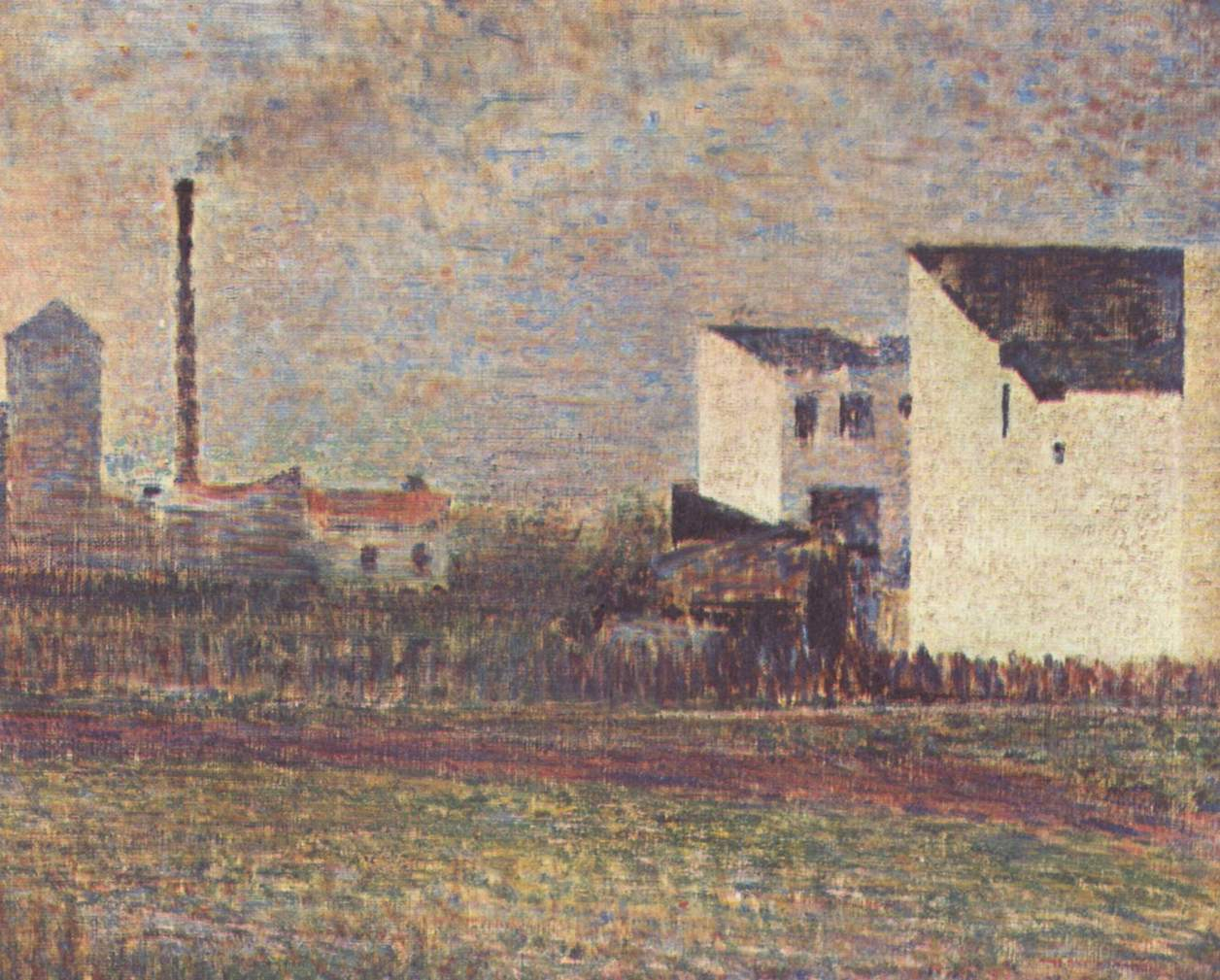
The Suburbs, 1882–83, Musée d'art moderne de Troyes
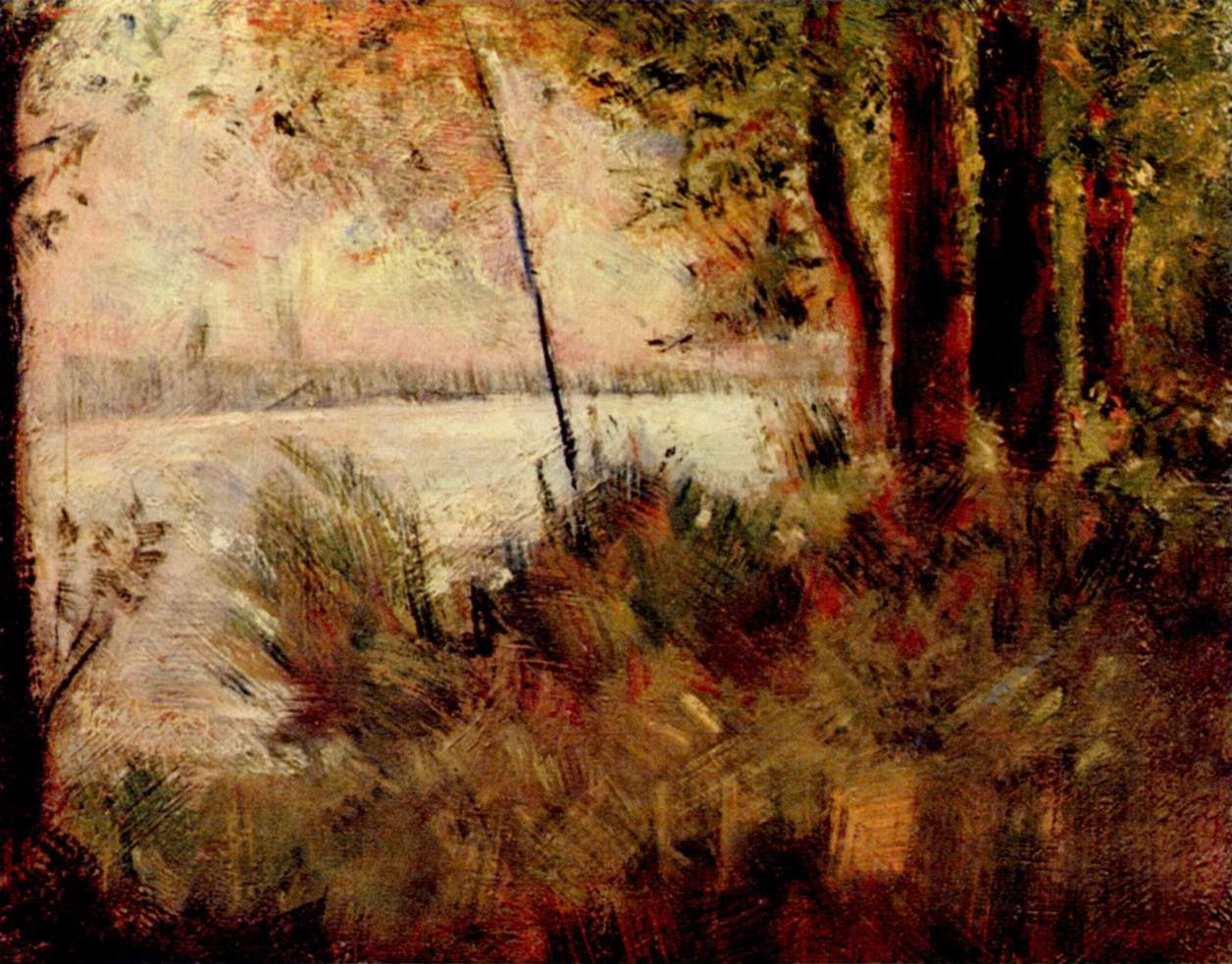
Seurat, 1881, Overgrown slope, oil on canvas, Dallas Museum of Art
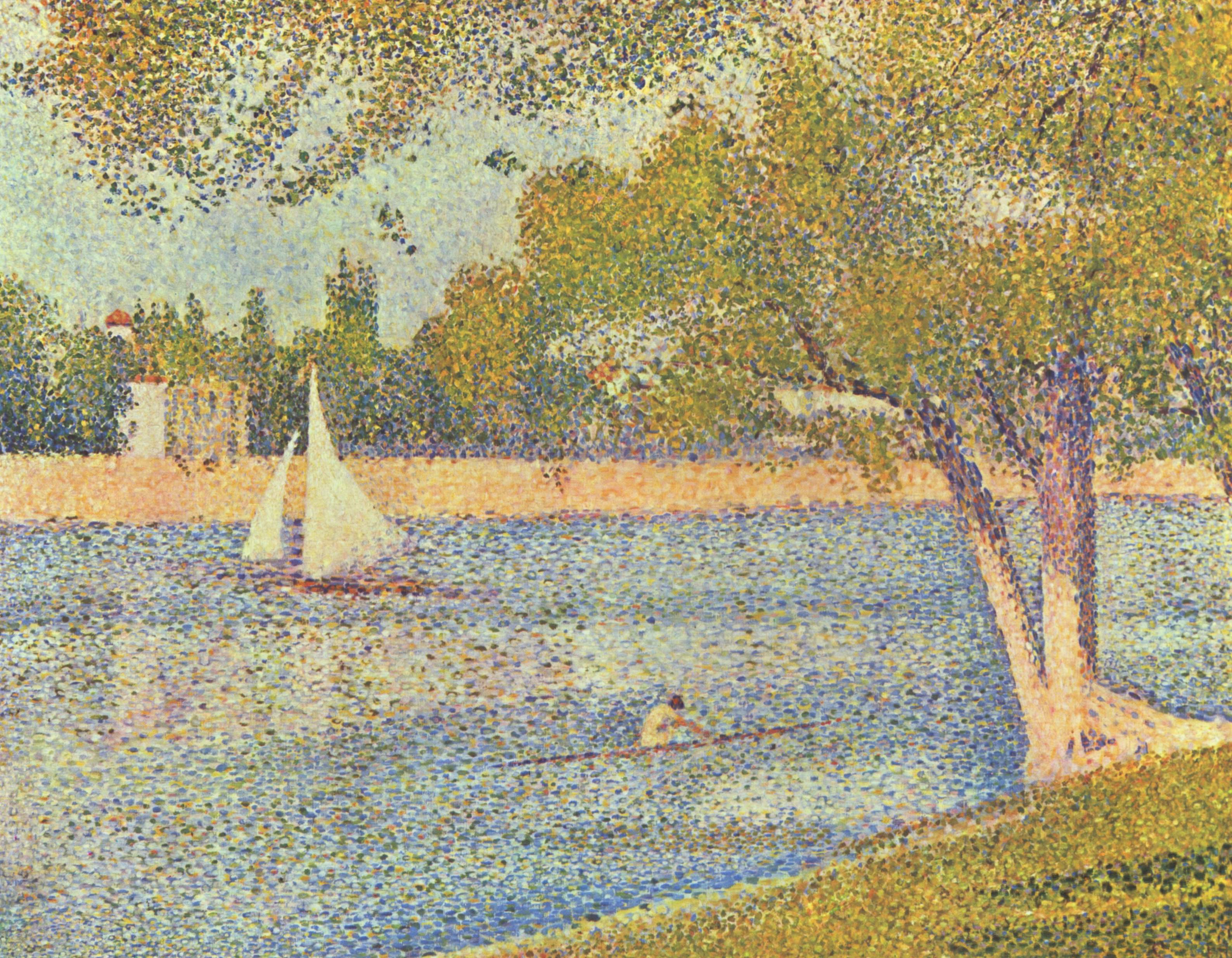
The Seine and la Grande Jatte – Springtime 1888, Королівські музеї витончених мистецтв, Брюссель
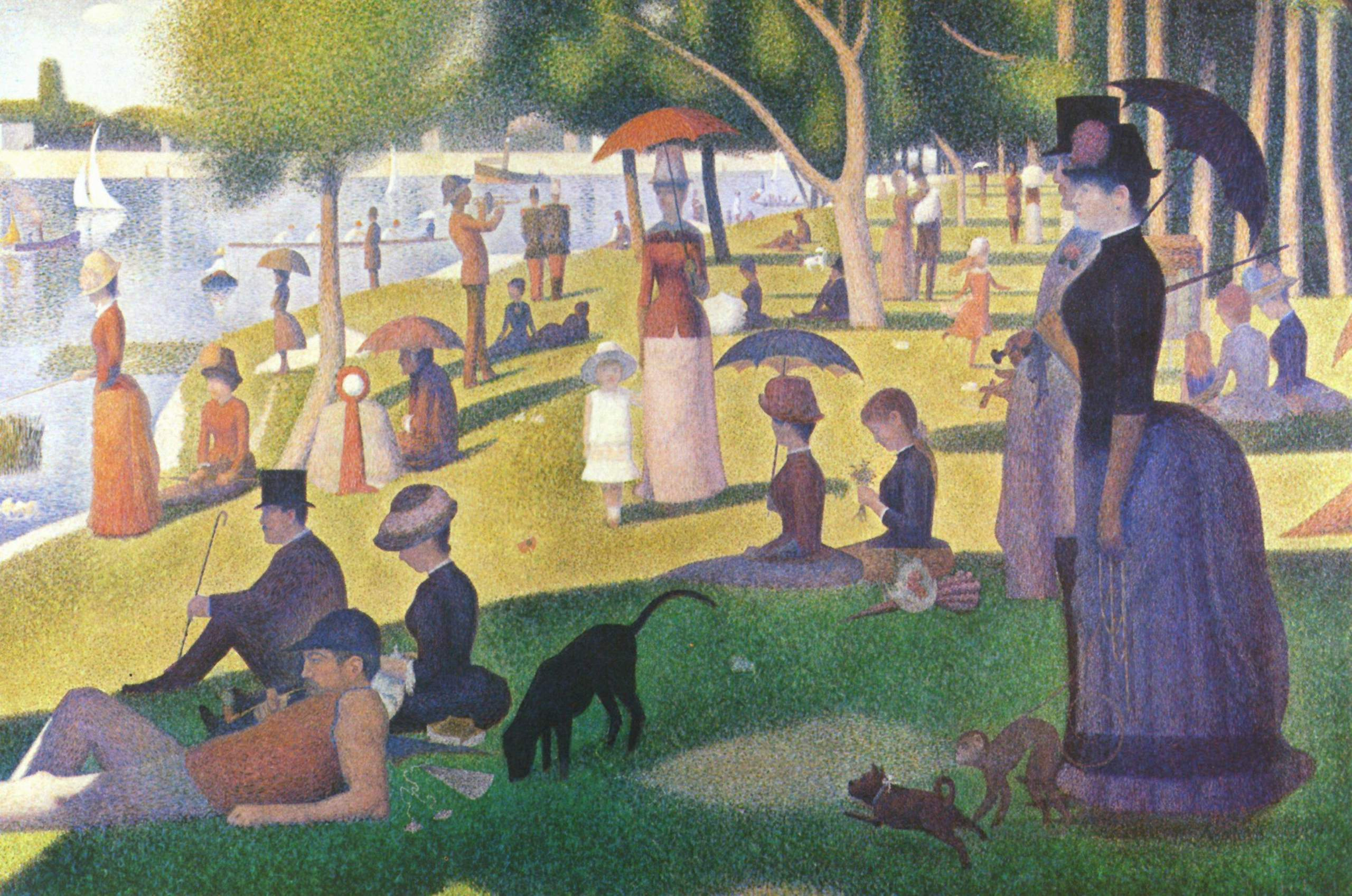
Недільний день на острові Гранд‑Жатт (Study for A Sunday Afternoon on the Island of La Grande Jatte, 1884–85, Metropolitan Museum of Art)
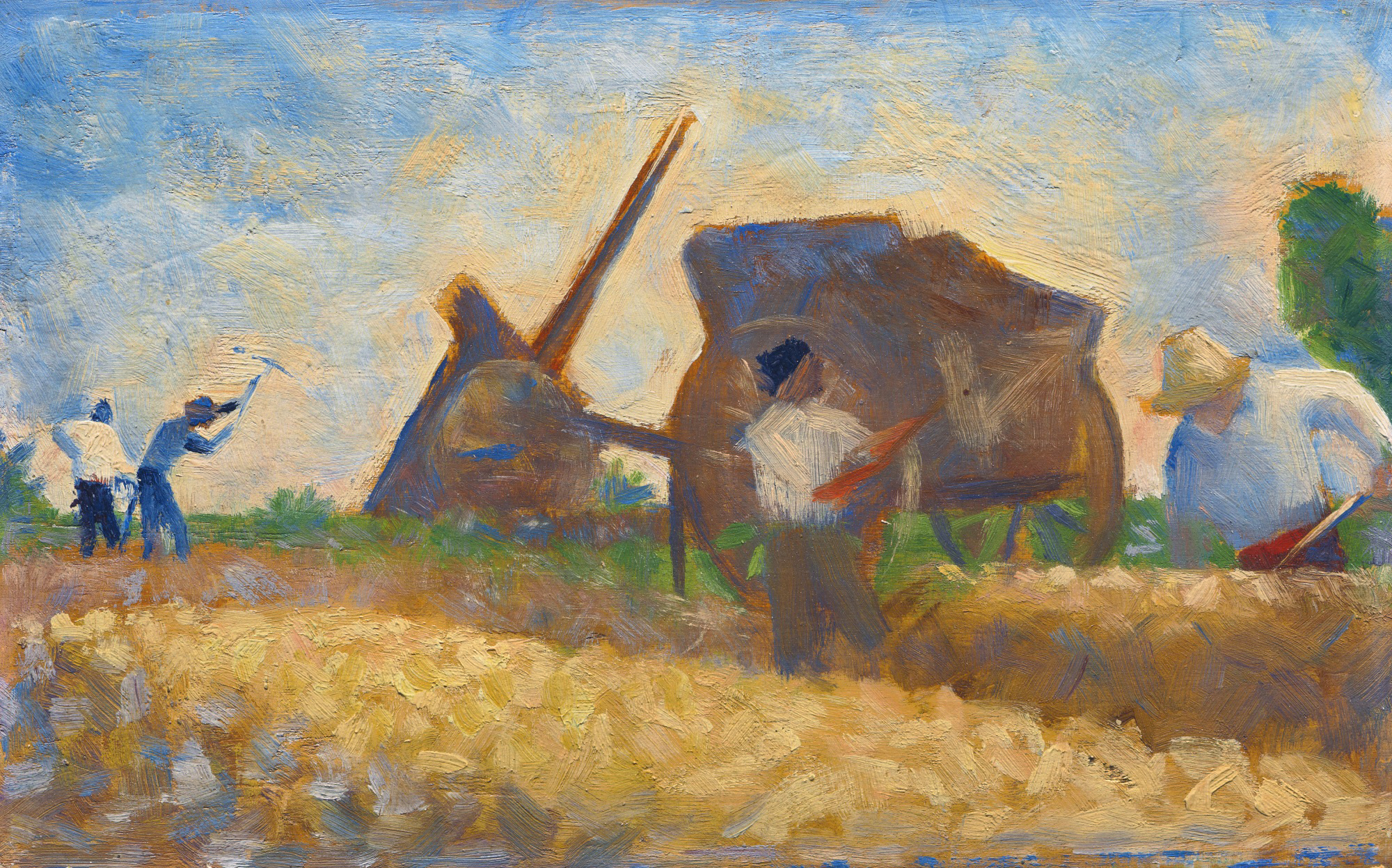
The Laborers 1883, National Gallery of Art Washington, DC.
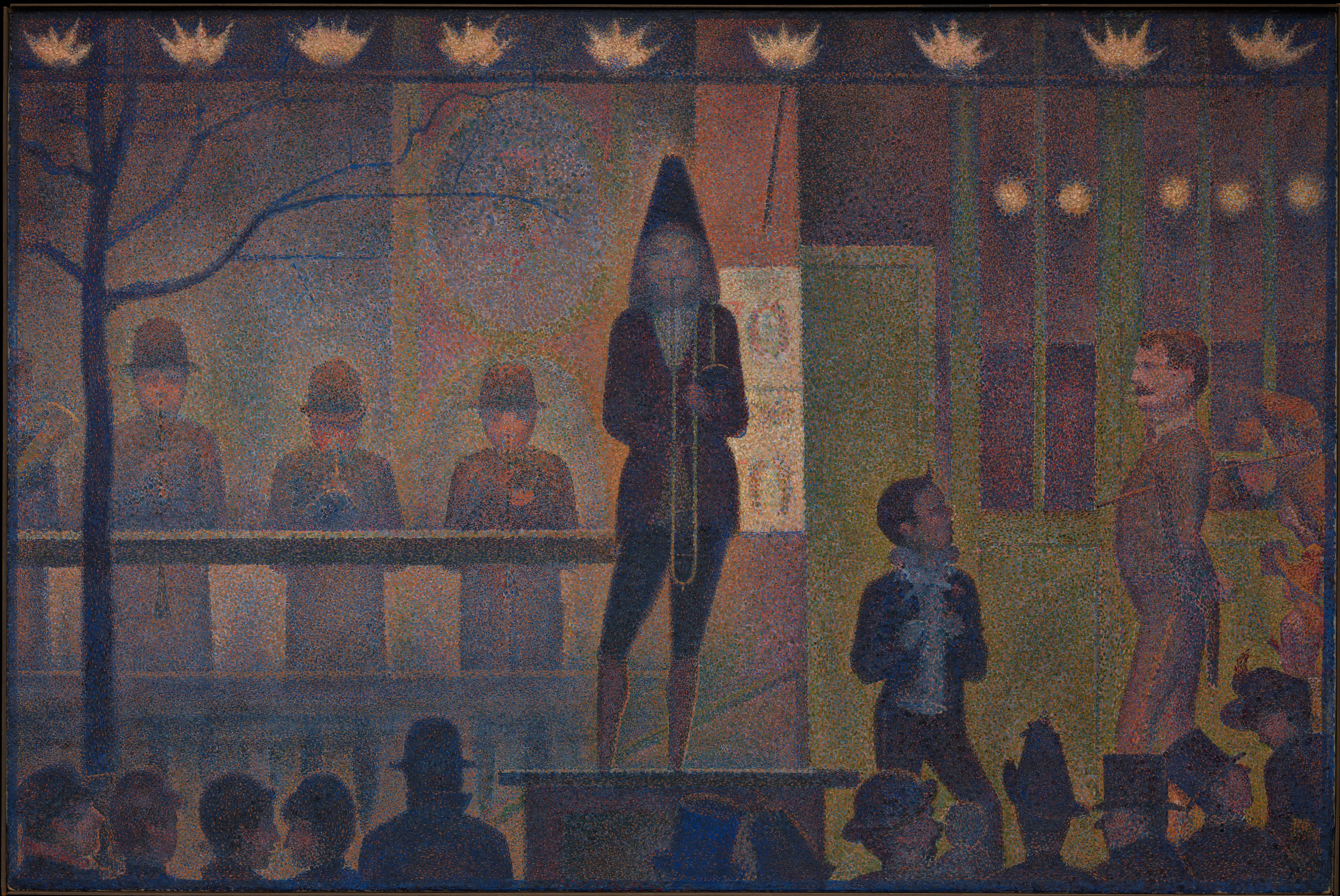
Парад. Музей мистецтва Метрополітен
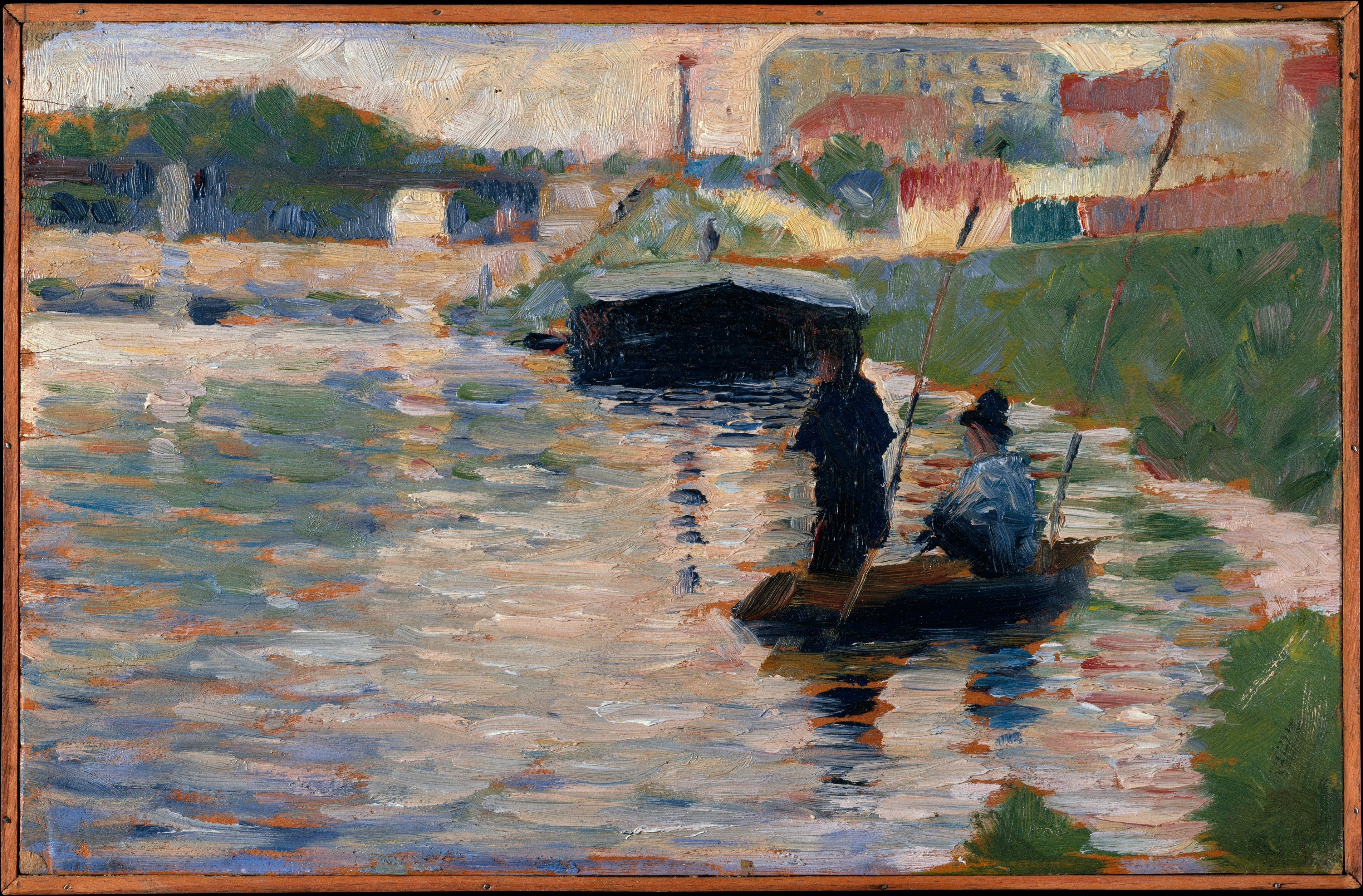
Вид на Сену. Музей мистецтва Метрополітен
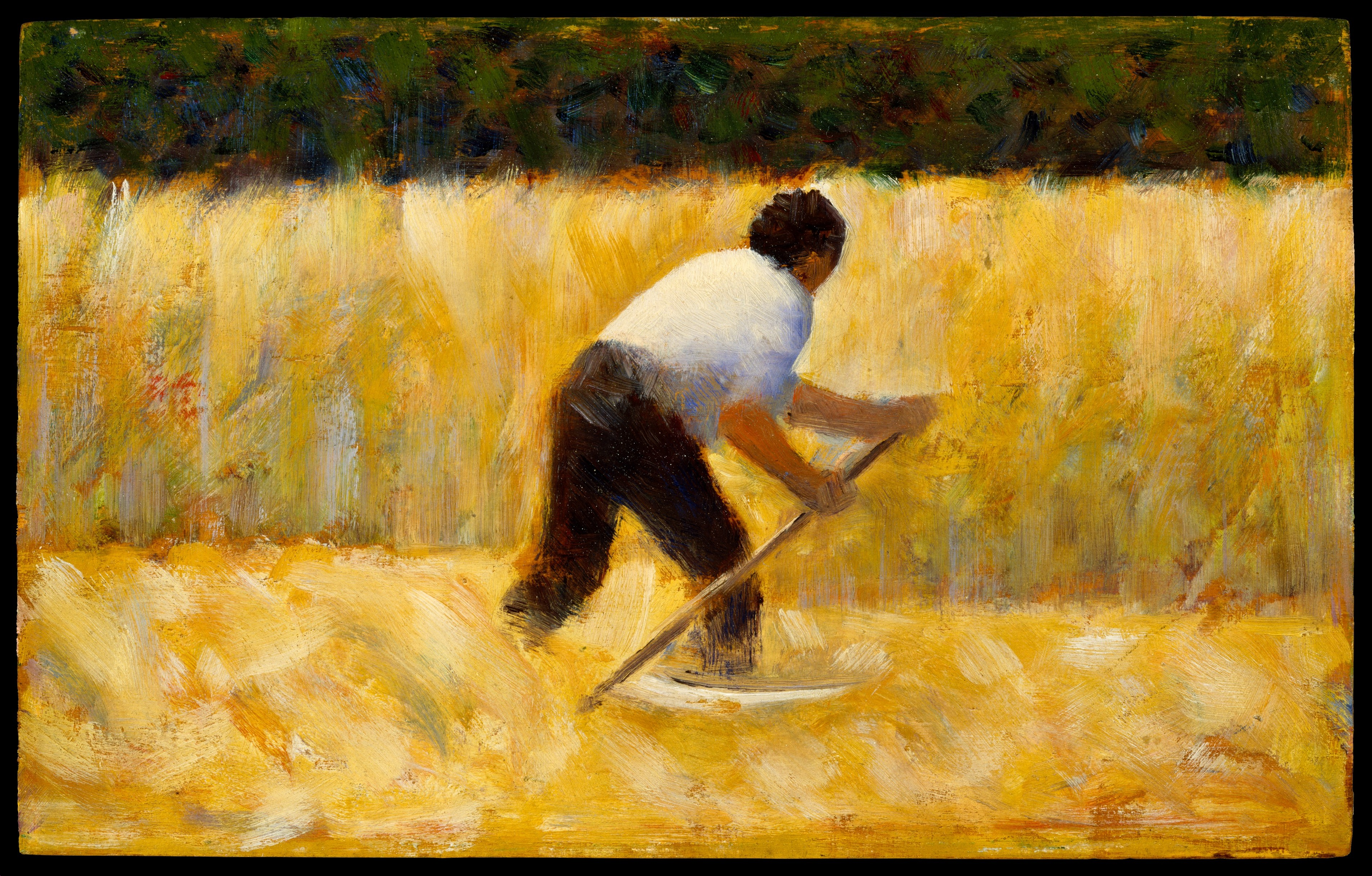
Кошення трави. Музей мистецтва Метрополітен
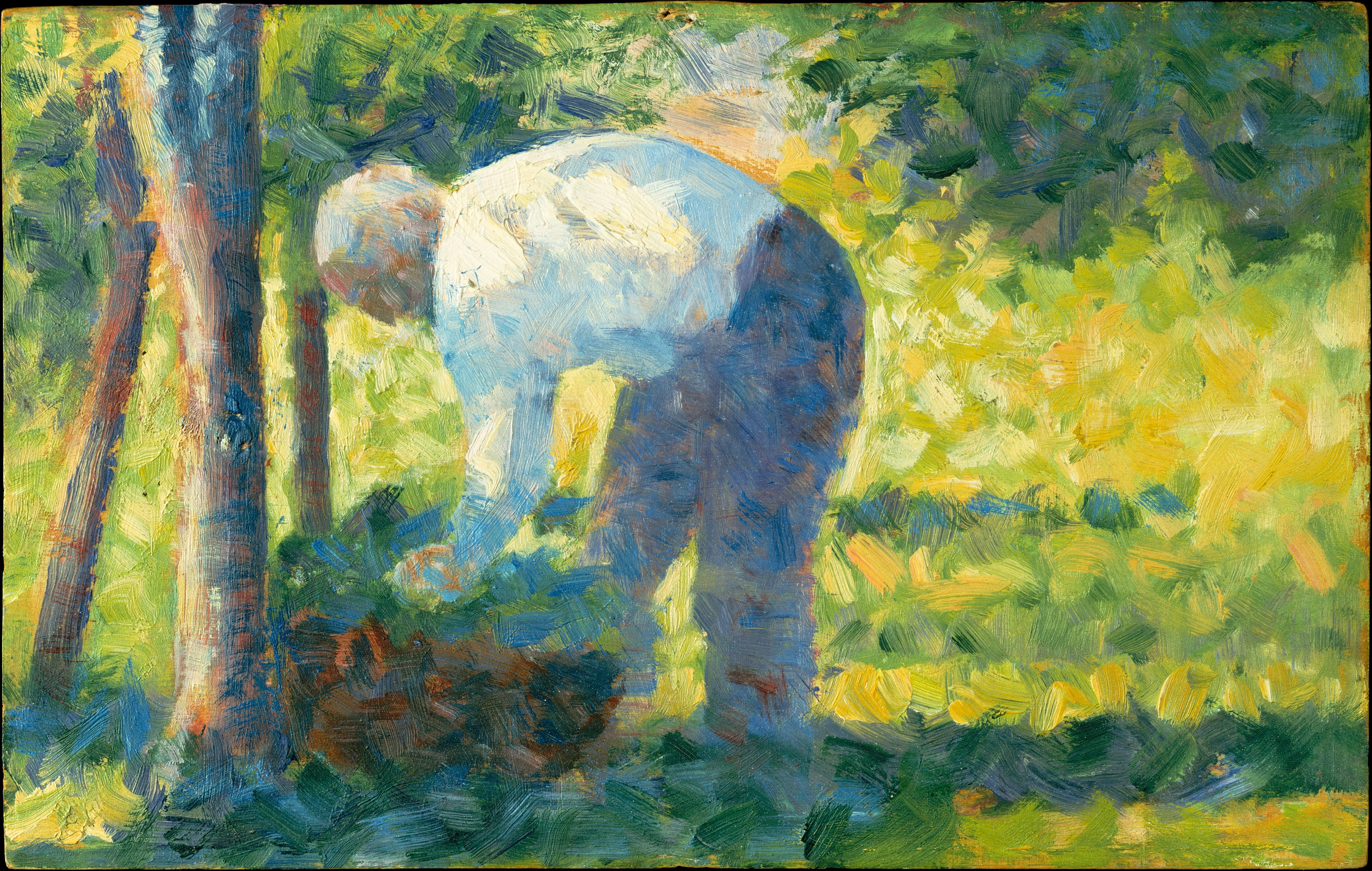
Садівник. Музей мистецтва Метрополітен
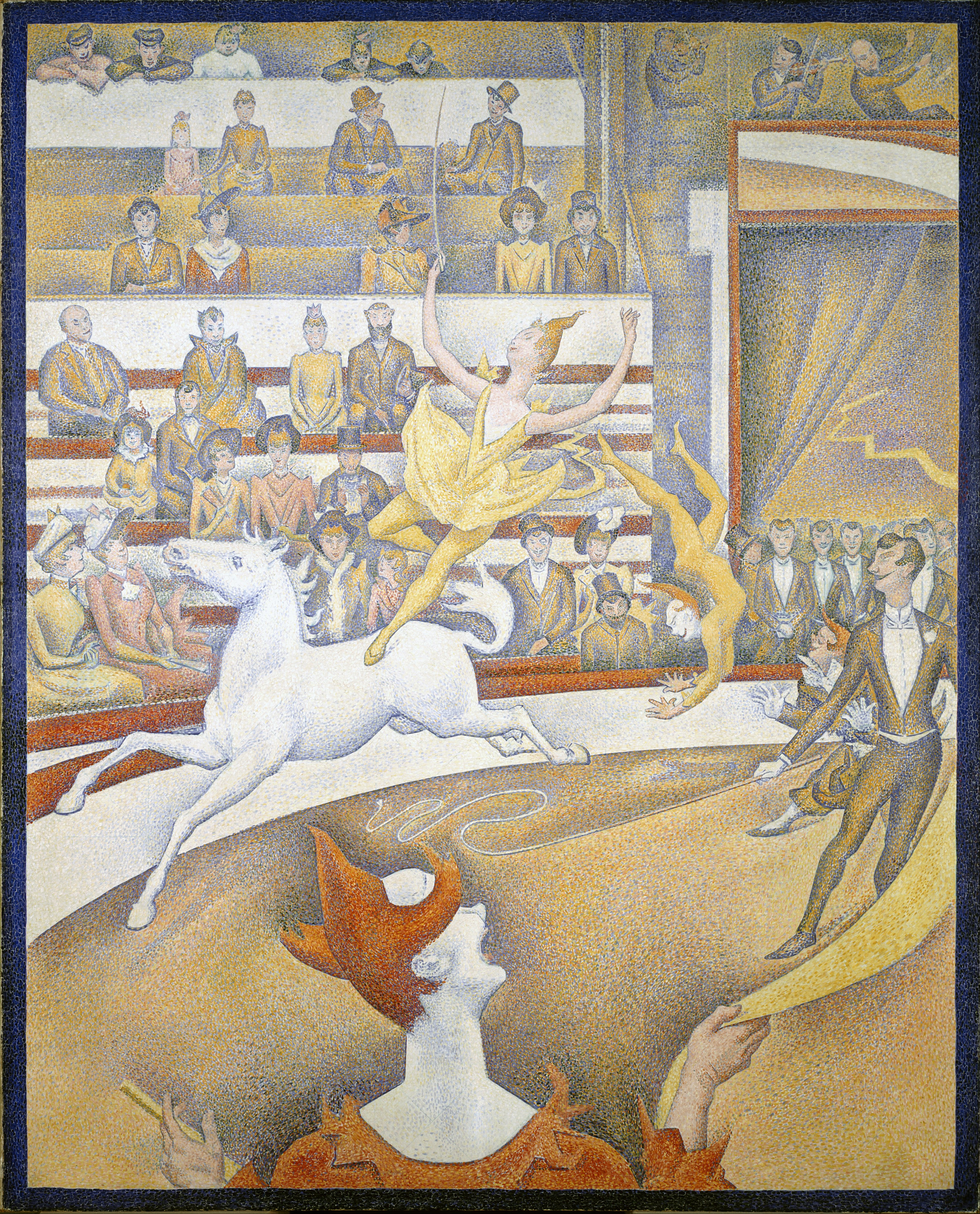
Цирк (1891), Париж, музей Орсе
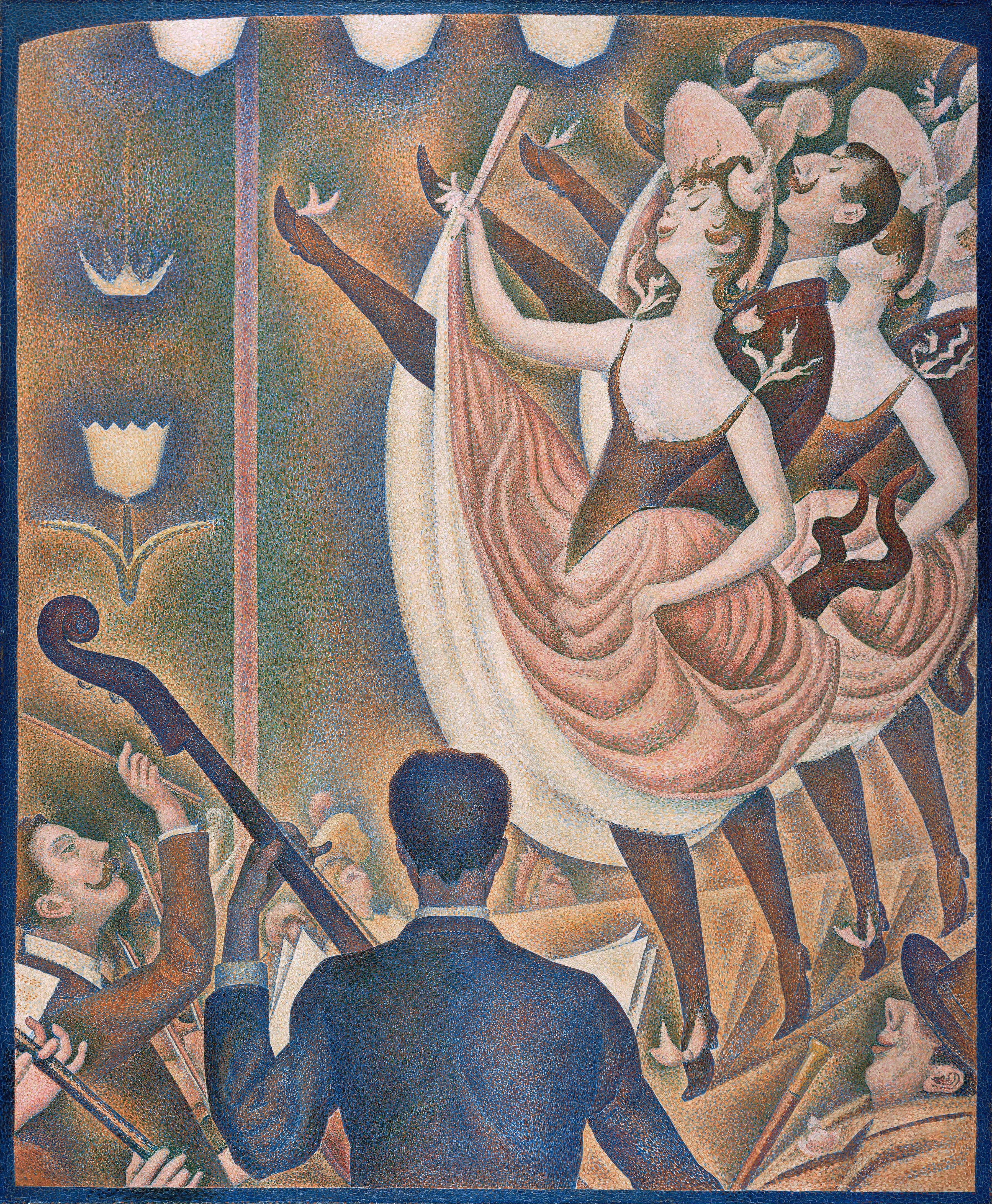
Канкан[fr], (1889–90), полотно, олія, 170 х 141 см, Музей Креллер-Мюллер, Оттерло
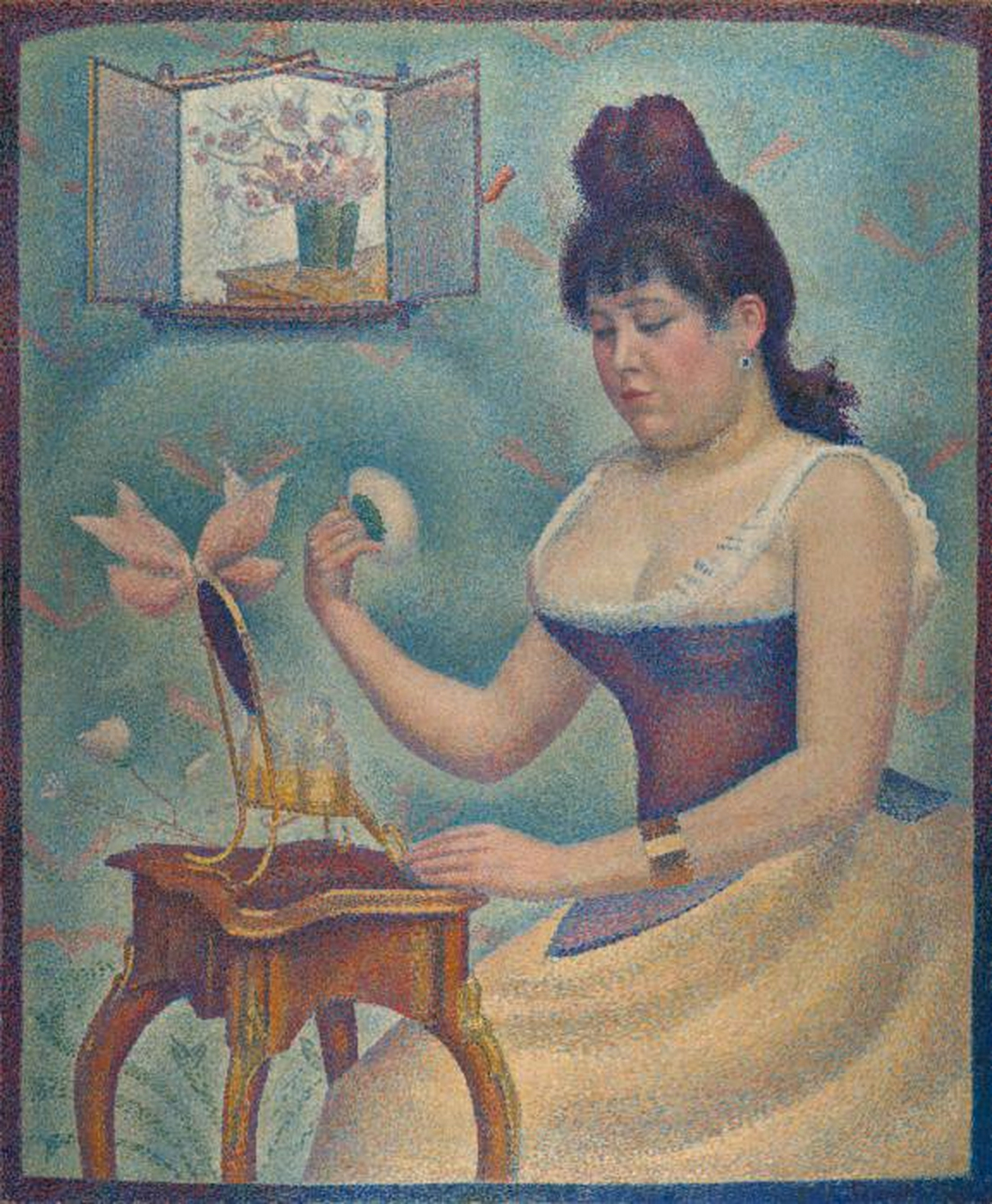
Молода жінка, що пудриться, (1888–90), полотно, олія, 95,5 х 79,5 см, Інститут Курто
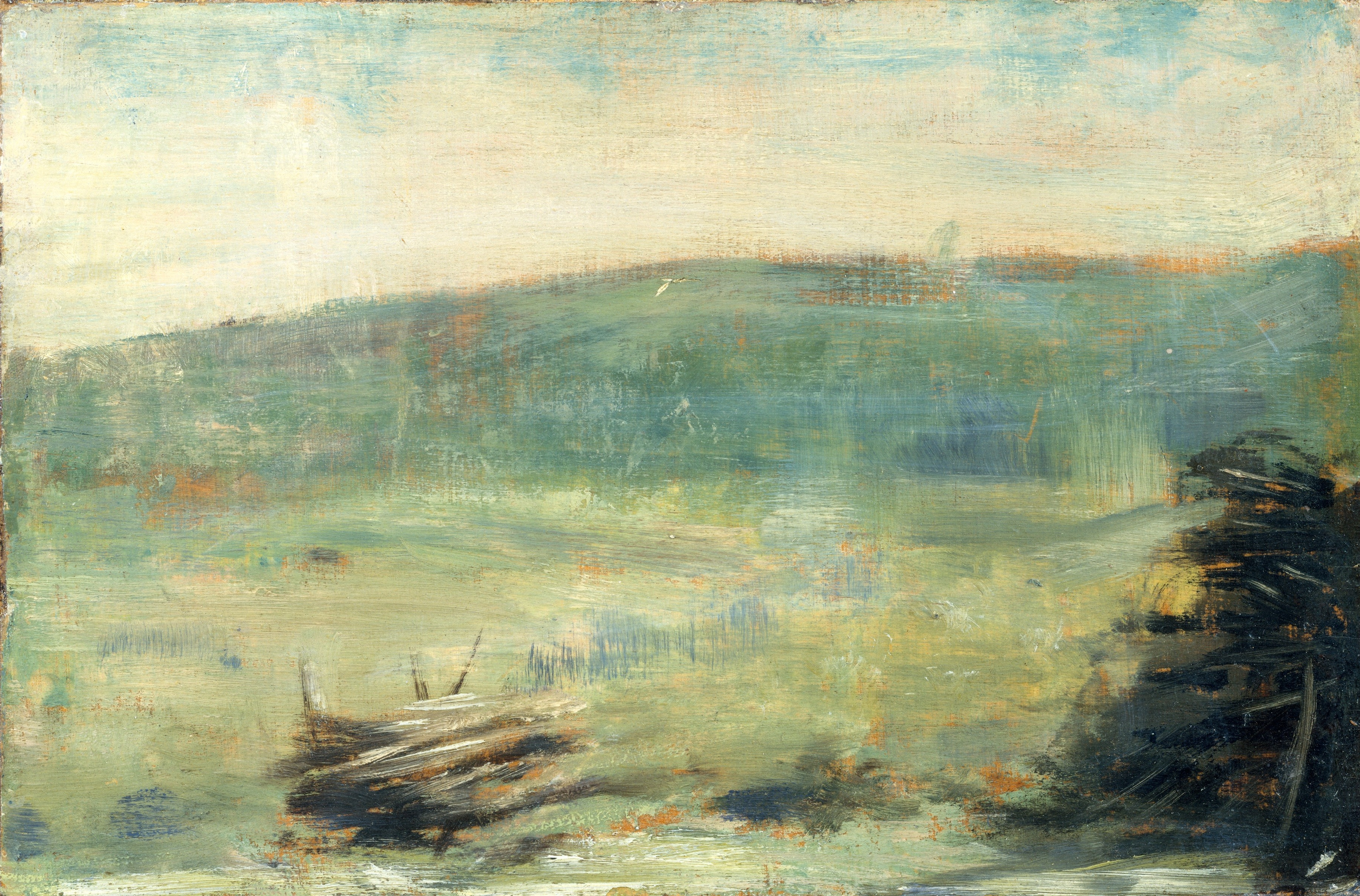
Seurat, 1879–80, Landscape at Saint-Ouen, oil on panel, Музей мистецтва Метрополітен, Нью-Йорк
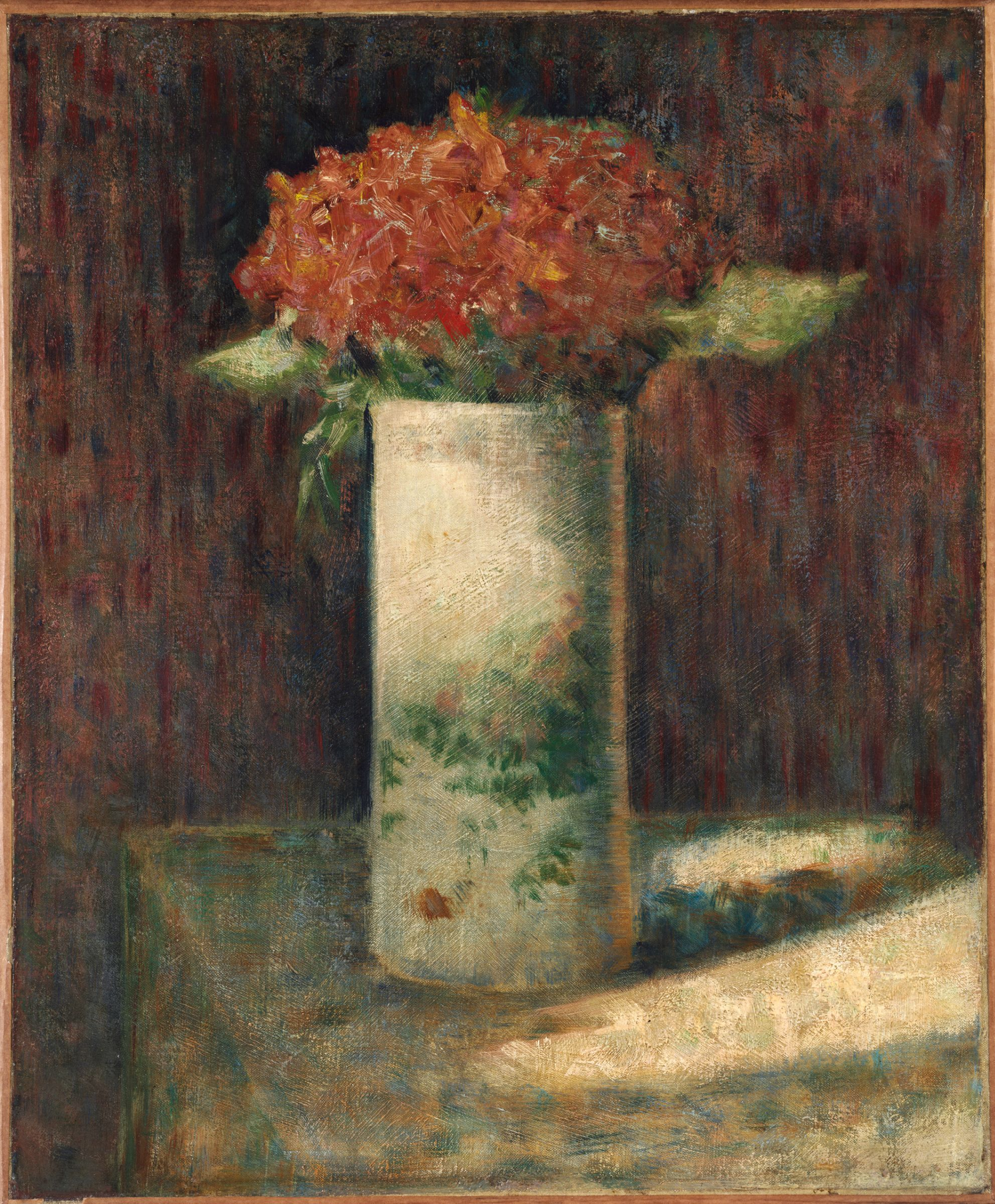
Seurat, 1879, Flowers in a vase, oil on canvas, Fogg Museum
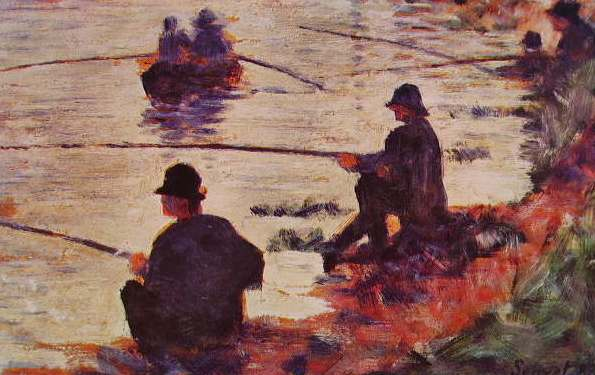
Fishing in The Seine, 1883, Musée d'art moderne de Troyes
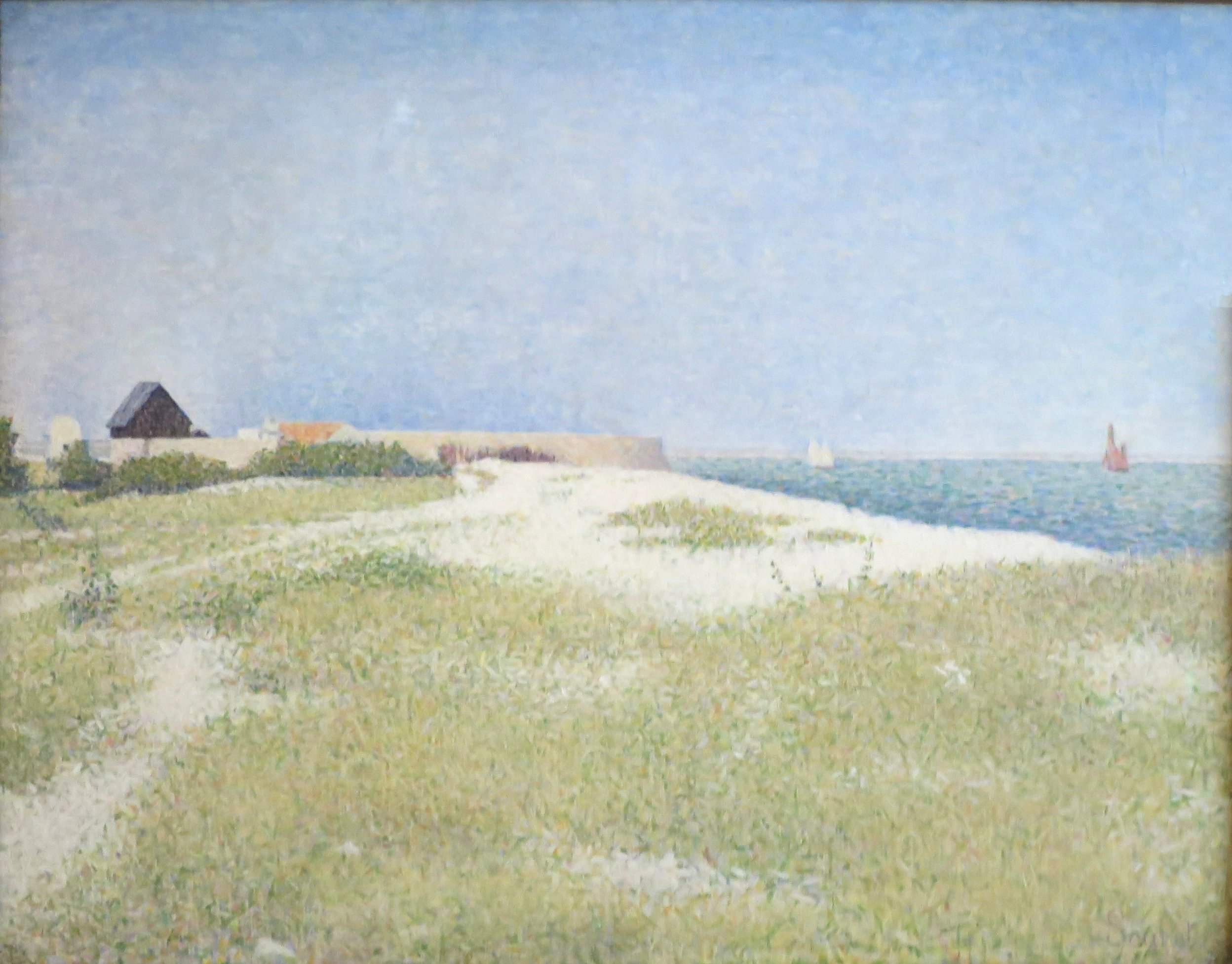
View of Fort Samson 1885, Ермітаж,  Санкт-Петербург
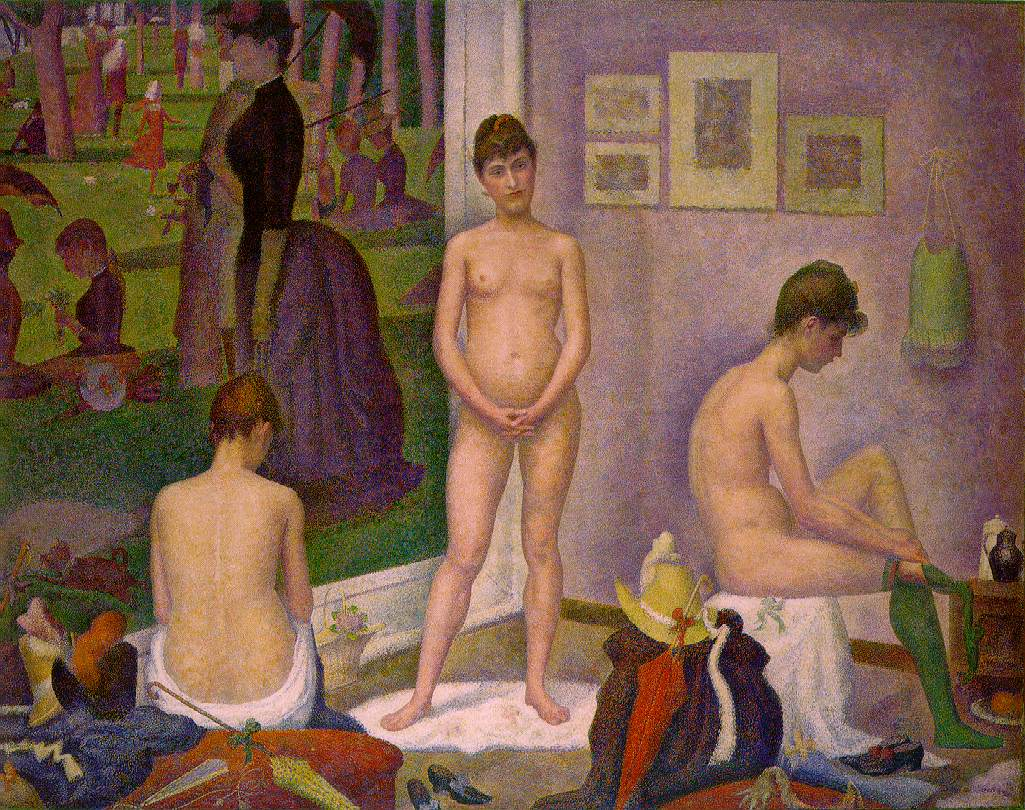
Натурниці, 1886–1888, Фонд Барнса, Філадельфія
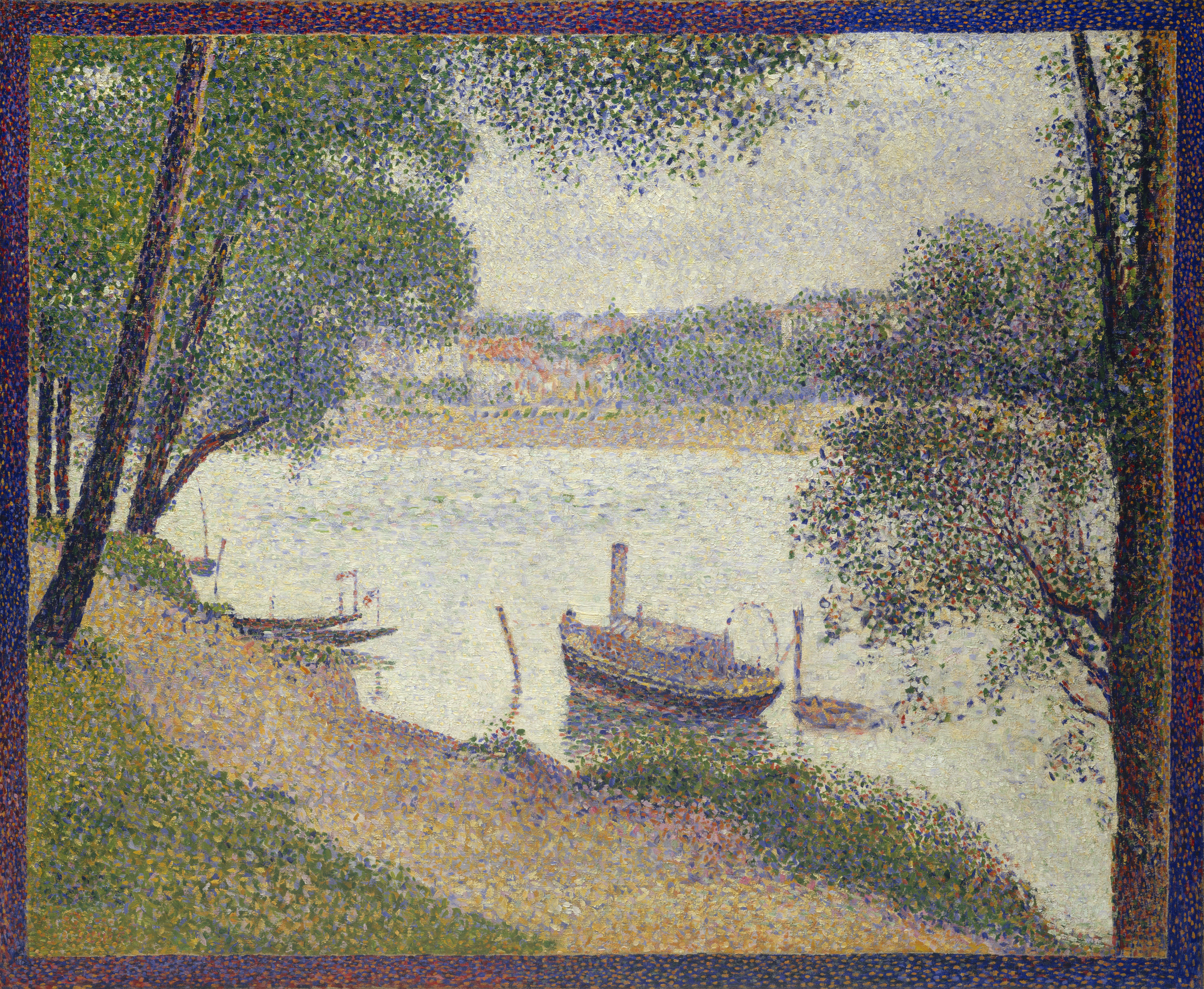
Gray weather, Grande Jatte, 1888, Philadelphia Museum of Art
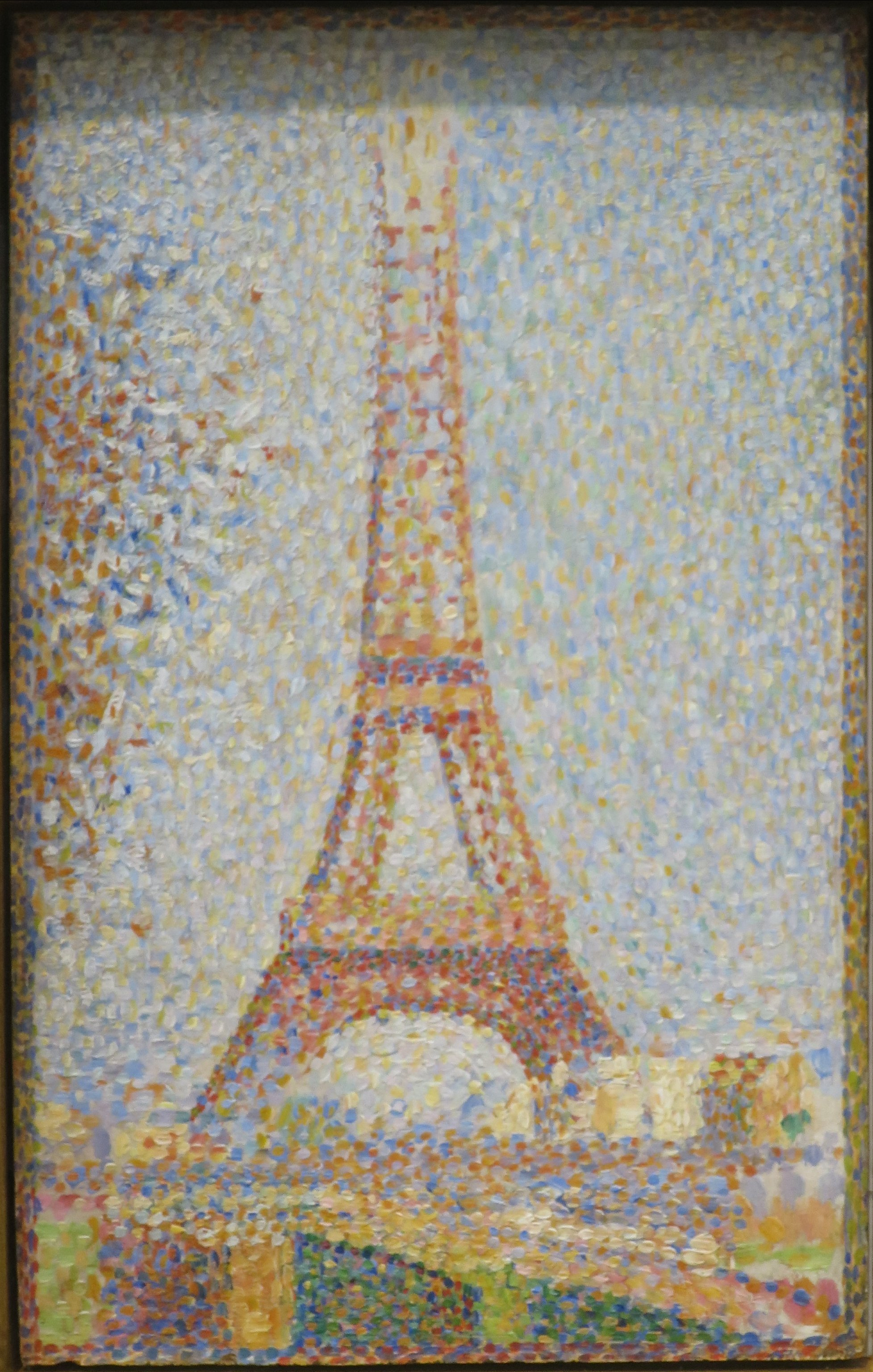
The Eiffel Tower 1889, California Palace of the Legion of Honor, San Francisco

### Малюнки

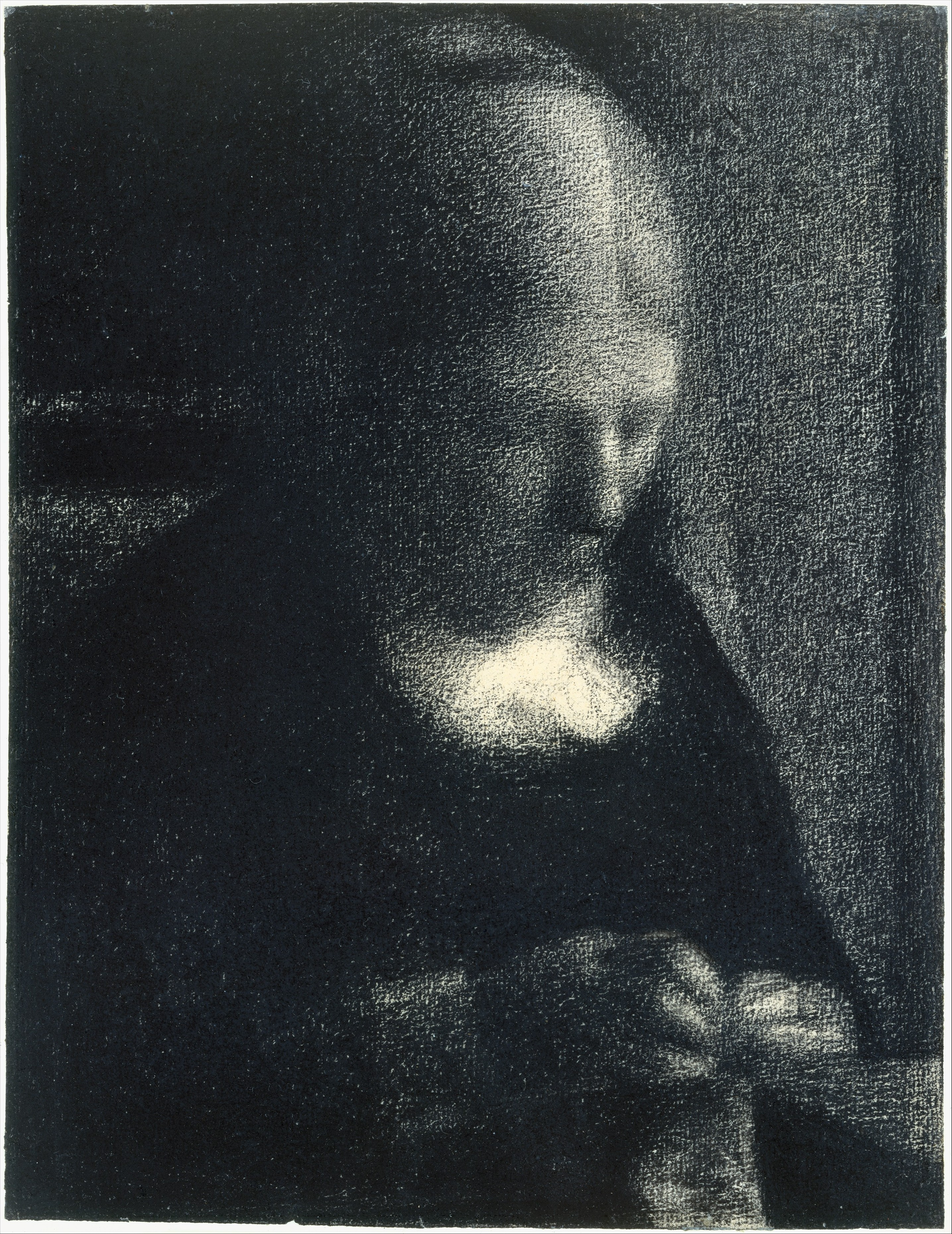
Вишивка (мати художника). Музей мистецтва Метрополітен
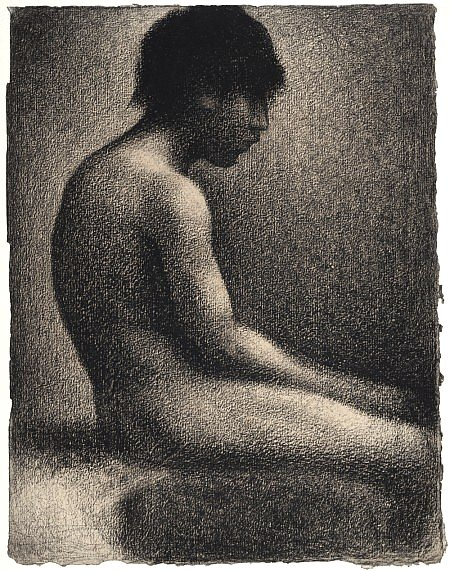
Seated Nude, Study for Une Baignade, 1883, Національна галерея Шотландії
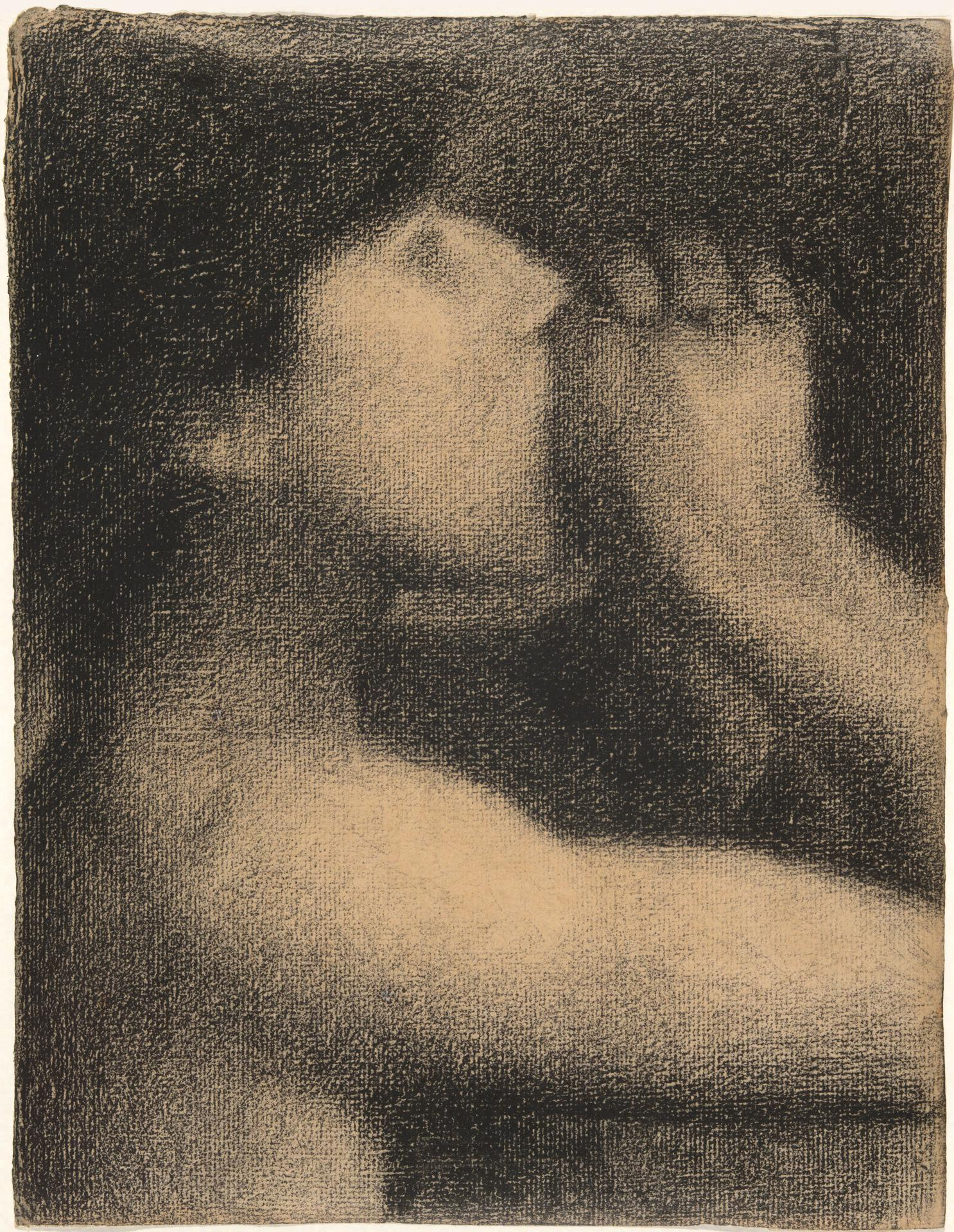
L'Écho, study for Une Baignade, Asnières (Bathing Place, Asnières), 1883–84, Художня галерея Єльського університету
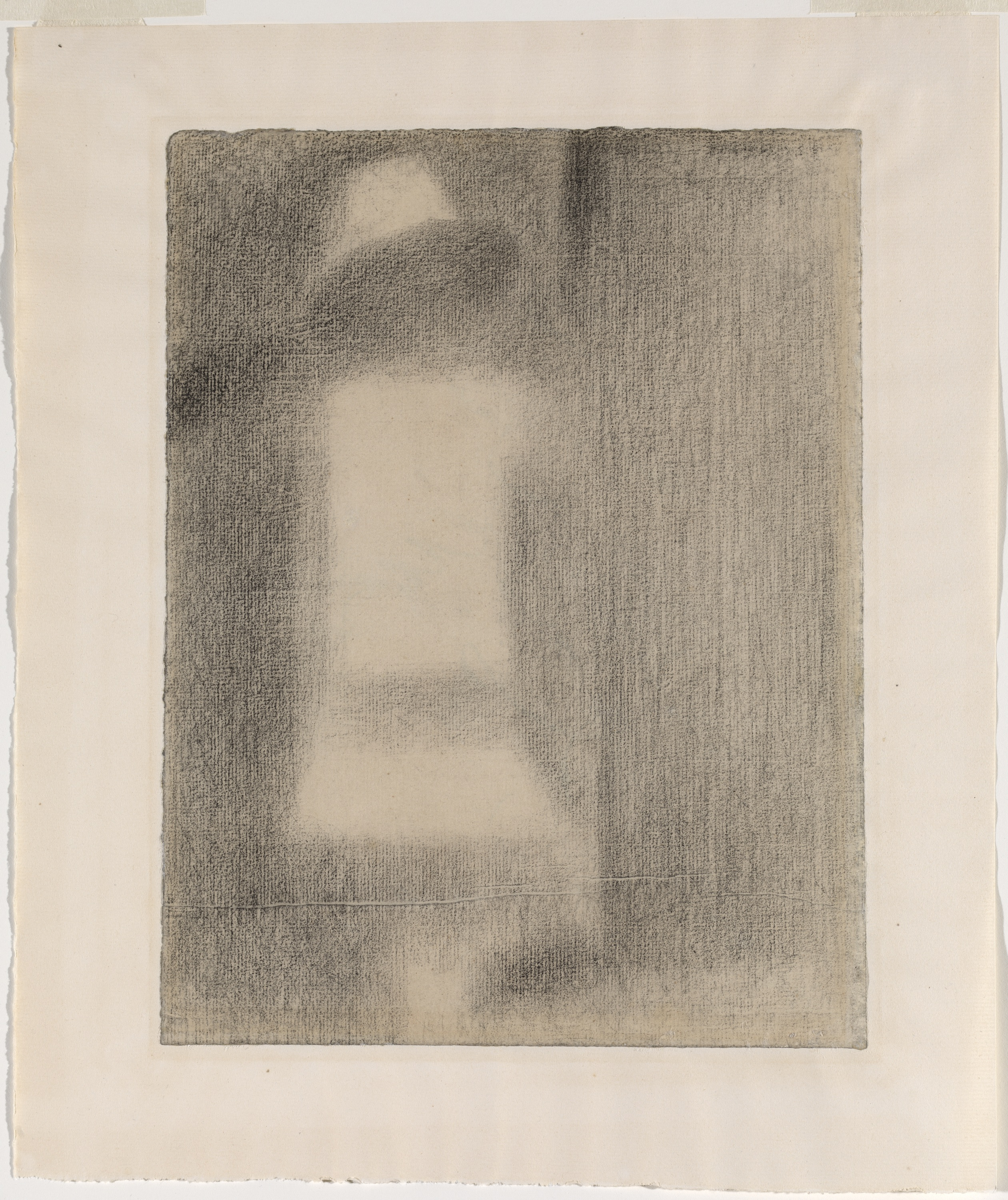
Child in White, 1884–85, Музей Соломона Гугенхайма
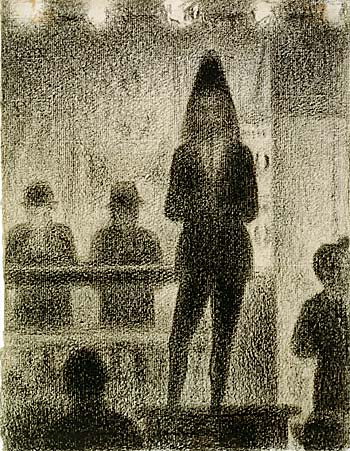
Joueur de trombone (Study for Parade de cirque), 1887, private collection
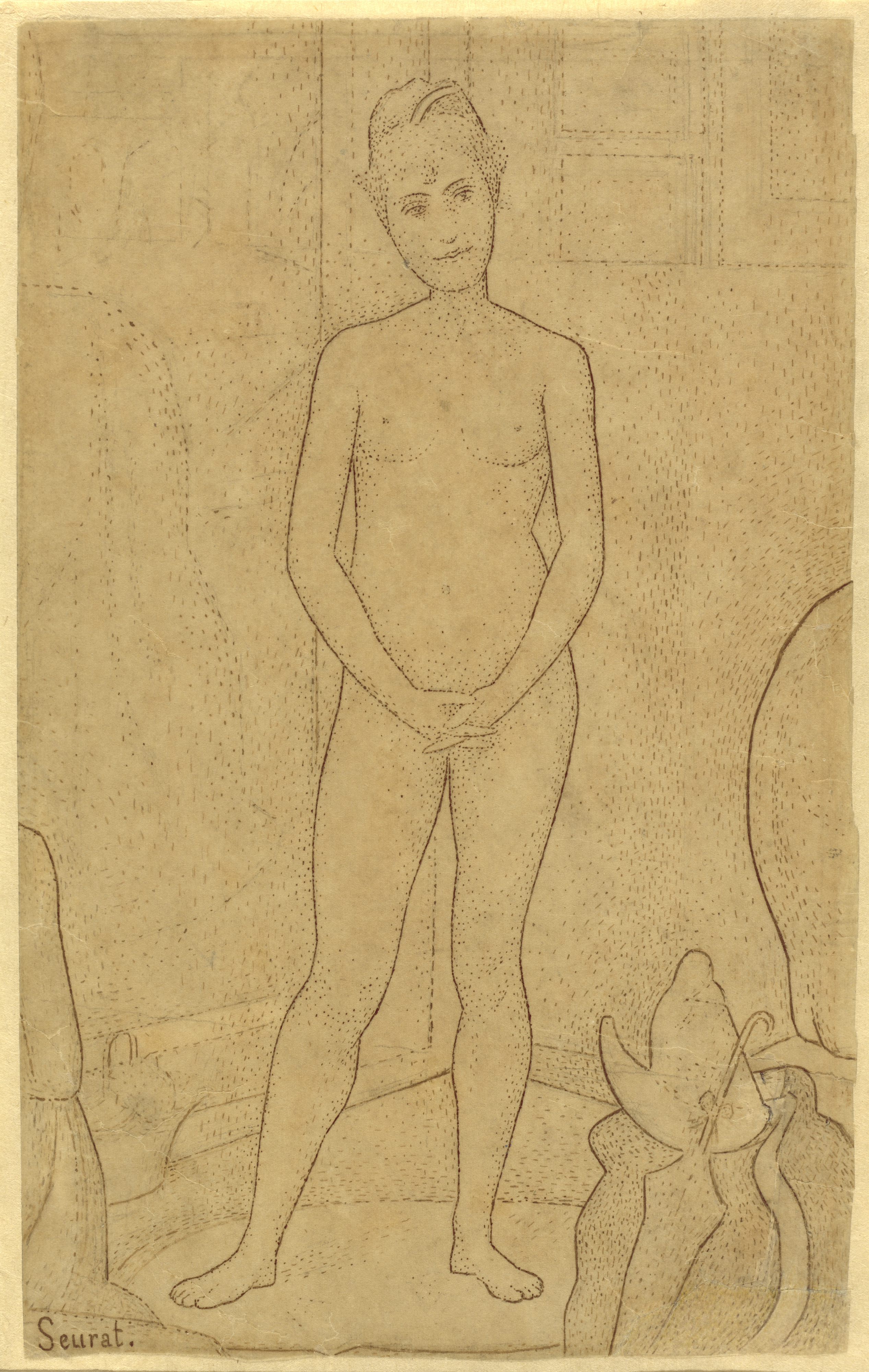
Study after "The Models", 1888, National Gallery of Art